# Santalum album
Santalum album is een soort uit de sandelhoutfamilie (Santalaceae). Het is een kleine tropische boom die het sandelhout levert. De soort komt voor in semi-aride gebieden op het Indische subcontinent. De soort staat op de Rode Lijst van de IUCN geklasseerd als 'kwetsbaar'.